# 2 Minutes to Midnight
〈2 Minutes to Midnight〉는 영국의 헤비 메탈 밴드 아이언 메이든의 곡으로, 그들의 다섯 번째 스튜디오 음반인 《Powerslave》(1984년)에 수록되어 있다. 1984년 8월 6일, 밴드의 열 번째 싱글로 발매되었다. 이 음반은 영국 싱글 차트에서 11위, 《빌보드》 톱 음반 트랙에서 25위로 올랐다. 밴드의 첫 싱글로 5분을 넘었고, 1989년 11월 〈Infinite Dreams〉가 발매될 때까지 가장 긴 시간을 유지했다.

## 개요
핵전쟁에 대한 항의 노래인 〈2 Minutes to Midnight〉는 아드리안 스미스와 브루스 디킨슨이 작사, 작곡했다. 이 노래는 전쟁의 상업화와 그것이 어떻게 세계 경제에 어떻게 사용될 것인가(황금거위는 도망가서 제철을 넘기지 않는다), 어떻게 부유한 정치인들이 그것으로부터 직접적으로 이익을 얻는가, 그리고 전쟁이 끝난 후에 세계는 지금보다 훨씬 더 나쁜 상태로 남게 되는가를 공격한다. 전쟁이 시작되기 전에, 미래의 전쟁(더 나은 종류의 총을 만들기 위해 수백만 명을 굶주리게 하는 것)을 초래했다.
이 노래 제목은 잠재적 지구 재앙의 카운트다운을 나타내는 원자 과학자 회보에서 사용하는 상징 시계인 운명의 날 시계를 가리킨다. 1953년 9월, 시계는 자정 2분 전으로, 미국과 소련이 서로 9개월 이내에 수소폭탄을 시험한 20세기 자정에 가장 근접했다. 1972년 12분에서 자정까지로 설정된 원자 시계는 이후 미국과 소련의 긴장 사이에서 퇴보했고, 이 트랙이 발매된 1984년 자정까지 3분에 도달했고, 1953년 이후 가장 위험한 시계 판독을 했다. 디킨슨에 따르면, 이 노래는 특히 냉전보다는 일반적으로 "전쟁의 로맨스"를 비판적으로 다루고 있다.

## 곡 목록
7인치 싱글
| #  | 제목                      | 작사·작곡                      | 재생 시간 |
| -- | ------------------------- | ------------------------------ | --------- |
| 1. | 〈2 Minutes to Midnight〉 | 아드리안 스미스, 브루스 디킨슨 | 6:04      |

| #  | 제목                             | 작사·작곡                | 재생 시간 |
| -- | -------------------------------- | ------------------------ | --------- |
| 2. | 〈Rainbow's Gold (베케트 커버)〉 | 테리 슬레서, 케니 마운틴 | 4:57      |